# Lardy
Pour les articles homonymes, voir Lardy (homonymie).
Lardy (prononcé [laʁd̪i] ) est une commune française située à trente-huit kilomètres au sud-ouest de Paris dans le département de l'Essonne en région d'Île-de-France.
Ses habitants sont les Larziacois.

## Géographie

### Situation

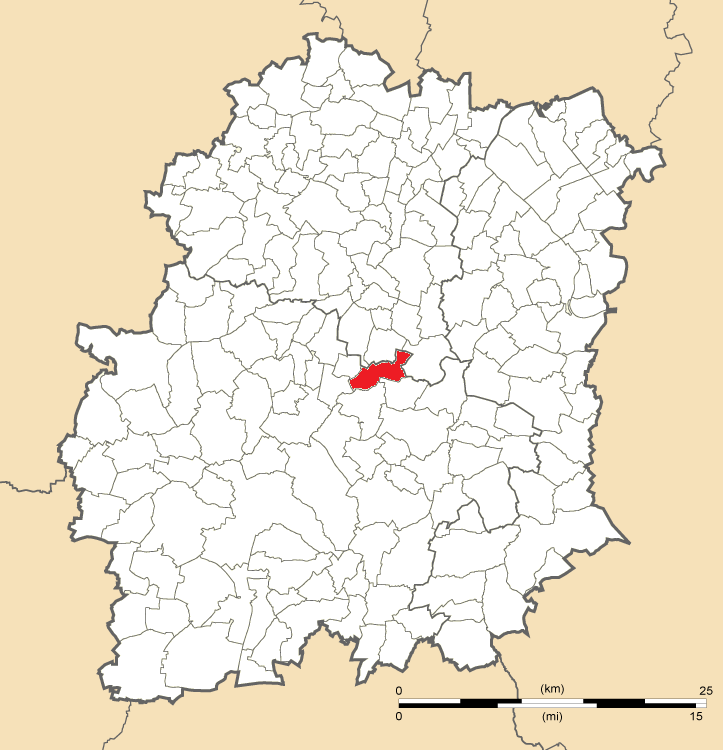
Position de Lardy en Essonne.

Lardy est située à trente-huit kilomètres au sud-ouest de Paris-Notre-Dame, point zéro des routes de France, dix-huit kilomètres au sud-ouest d'Évry, treize kilomètres au nord-est d'Étampes, sept kilomètres au nord-ouest de La Ferté-Alais, huit kilomètres au sud d'Arpajon, treize kilomètres au sud de Montlhéry, dix-huit kilomètres au sud-ouest de Corbeil-Essonnes, dix-neuf kilomètres à l'est de Dourdan, vingt kilomètres au nord-ouest de Milly-la-Forêt, vingt-et-un kilomètres au sud de Palaiseau.

### Communes limitrophes
| Torfou     | Avrainville Cheptainville | Saint-Vrain      |
| Chamarande | Lardy                     |                  |
|            | Janville-sur-Juine        | Bouray-sur-Juine |

### Hydrographie
La commune est bordée au sud par la Juine qui prend sa source dans le bois de Chambaudoin, près d'Autruy-sur-Juine, avant de confluer dans l'Essonne. C'est donc un sous-affluent de la Seine.
Du XVe au XVIIe siècle  la rivière était navigable. Elle était canalisée par de nombreuses écluses. Des bateaux à fond plat partaient du port d'Étampes chargés de grains de Beauce et de vins du Hurepoix. Ils transportaient également des voyageurs. Le voyage était long : une huitaine de jours pour atteindre Paris. La nuit la navigation cessait. Lardy avait un port situé non loin de l'actuel Pont de l'Hêtre. Les voyageurs passaient la nuit dans les auberges situées autour de la Place de l'église.[réf. nécessaire]

### Climat
Pour des articles plus généraux, voir Climat de l'Île-de-France et Climat de l'Essonne.
En 2010, le climat de la commune est de type climat océanique dégradé des plaines du Centre et du Nord, selon une étude du CNRS s'appuyant sur une série de données couvrant la période 1971-2000. En 2020, Météo-France publie une typologie des climats de la France métropolitaine dans laquelle la commune est exposée à un climat océanique altéré et est dans la région climatique Sud-ouest du bassin parisien, caractérisée par une faible pluviométrie, notamment au printemps (120 à 150 mm) et un hiver froid (3,5 °C).
Pour la période 1971-2000, la température annuelle moyenne est de 11,4 °C, avec une amplitude thermique annuelle de 15,3 °C. Le cumul annuel moyen de précipitations est de 674 mm, sur 10,8 jours de précipitations en janvier et 7,4 jours en juillet. Pour la période 1991-2020, la température moyenne annuelle observée sur la station météorologique la plus proche, située sur la commune de Brétigny-sur-Orge à 10 km à vol d'oiseau, est de 11,9 °C et le cumul annuel moyen de précipitations est de 628,9 mm,. Pour l'avenir, les paramètres climatiques de la commune estimés pour 2050 selon différents scénarios d'émission de gaz à effet de serre sont consultables sur un site spécialisé, publié par Météo-France en novembre 2022.

## Urbanisme

### Typologie
Au 1er janvier 2024, Lardy est catégorisée ceinture urbaine, selon la grille communale de densité à sept niveaux définie par l'Insee en 2022.
Elle appartient à l'unité urbaine d'Étréchy, une agglomération intra-départementale regroupant six communes, dont elle est ville-centre,,. Par ailleurs, la commune fait partie de l'aire d'attraction de Paris, dont elle est une commune de la couronne,. Cette aire regroupe 1 929 communes,.

### Occupation des sols
| Type d’occupation           | Pourcentage | Superficie (en hectares) |
| --------------------------- | ----------- | ------------------------ |
| Espace urbain construit     | 33,9 %      | 260,43                   |
| Espace urbain non construit | 6,9 %       | 52,91                    |
| Espace rural                | 59,2 %      | 454,90                   |
| Source : MOS-Iaurif 2008    |             |                          |

### Lieux-dits, écarts et quartiers
La commune de Lardy possède trois grands quartiers, la commune est séparée en deux parties car au milieu se situe le centre d'essais automobile de la marque Renault qui s'est installé dans les années 1950 sur une partie de l'ancien domaine du château du Mesnil-Voisin.
La partie ouest de la commune s'appelle « le Bourg » où se situe le centre principal du village, quartier historique où subsistent encore quelques maisons du XVIIe siècle. On y trouve la mairie, l'église Saint-Pierre ainsi que de nombreux commerces.
La partie est est composée des quartiers du « Pâté » et de « Cochet ». Le « Pâté », au nord, est situé sur un plateau géographique. Il s'est développé autour de l'actuelle gare de Bouray à l'arrivée du chemin de fer au XIXe siècle. Puis le premier lotissement datant de 1929 a agrandi le quartier vers l'est. Le Pâté de Lardy se situe sur la partie haute de la commune. Autrefois très animé et embouteillé par le passage à niveau, le quartier est désormais plus calme depuis la création d'une déviation plus à l'ouest en 1992.
Le quartier dit de « Cochet » est situé sur la partie basse à l'est et bordé par la Juine au sud. Il s'agit d'une zone essentiellement pavillonnaire. La construction d'un collège dans la rue de Cochet en 2009-2010 a donné lieu à un réaménagement du quartier.
Dans les années 2000, une zone d’aménagement concerté (ZAC) a vu le jour, de nouvelles maisons formant de nouveaux quartiers et créant ainsi une continuité entre les quartiers du « Paté » et de « Cochet ». La commune s’est agrandie d’environ 1 000 habitants.

### Habitat et logement
En 2019, le nombre total de logements dans la commune était de 2 455, alors qu'il était de 2 326 en 2014 et de 2 289 en 2009.
Parmi ces logements, 90,7 % étaient des résidences principales, 2,6 % des résidences secondaires et 6,8 % des logements vacants. Ces logements étaient pour 80,8 % d'entre eux des maisons individuelles et pour 19 % des appartements.
Le tableau ci-dessous présente la typologie des logements à Lardy en 2019 en comparaison avec celles de l'Essonne et de la France entière. Une caractéristique marquante du parc de logements est ainsi une proportion de résidences secondaires et logements occasionnels (2,6 %) supérieure à celles du département (1,7 %), mais inférieure à celle de la France entière (9,7 %). Concernant le statut d'occupation de ces logements, 78,9 % des habitants de la commune sont propriétaires de leur logement (79,2 % en 2014), contre 58,7 % pour l'Essonne et 57,5 pour la France entière.
| Typologie                                               | Lardy | Essonne | France entière |
| ------------------------------------------------------- | ----- | ------- | -------------- |
| Résidences principales (en %)                           | 90,7  | 91,7    | 82,1           |
| Résidences secondaires et logements occasionnels (en %) | 2,6   | 1,7     | 9,7            |
| Logements vacants (en %)                                | 6,8   | 6,6     | 8,2            |

### Voies de communication et transports

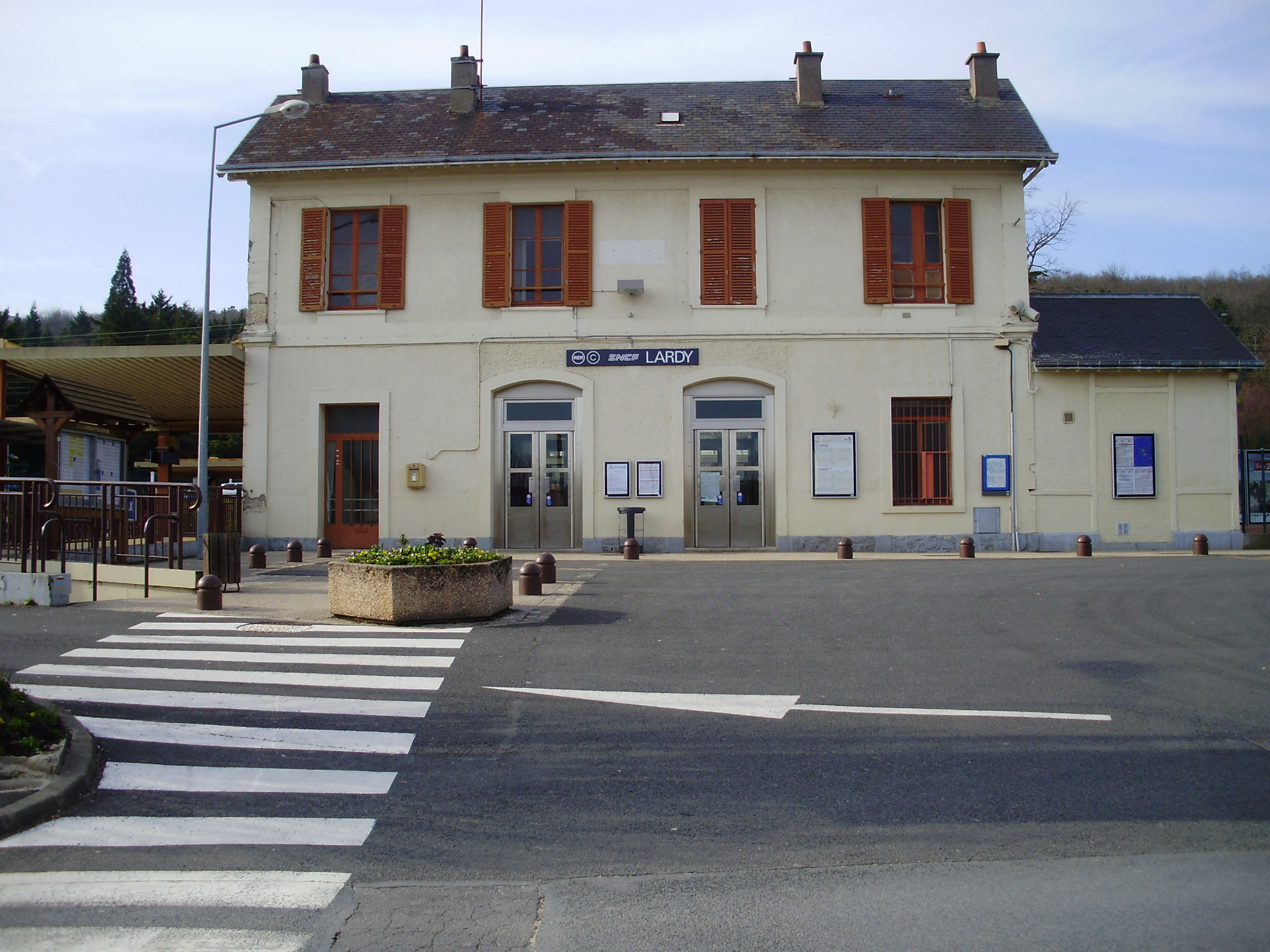
La gare de Lardy.

La commune dispose sur son territoire de la gare de Bouray et de la gare de Lardy desservies par la ligne C du RER d'Île-de-France.
Lardy se situe à l'intersection des routes départementales D 449, RD 17, RD 99 et RD 146. La route nationale 20 est accessible à deux kilomètres à l'ouest de la ville.
Un service de bus du réseau Essonne Sud Est parcourt également la ville pour faciliter les déplacements vers les gares, ainsi que des cars scolaires pour emmener les élèves vers collèges et lycées d'Itteville et d'Arpajon.
Le sentier de grande randonnée GR 1 traverse le territoire de la commune et se prolonge vers Janville-sur-Juine au sud et Torfou à l'ouest.

## Toponymie
L'origine du nom est peu connue, le lieu était appelé Larziacum et Lardiacum au XIIe siècle.
La commune est créée en 1793 avec son nom actuel.

## Politique et administration

### Rattachements administratifs et électoraux
Jusqu’à la loi du 10 juillet 1964, la commune faisait partie depuis la Révolution française du département de Seine-et-Oise. Le redécoupage des anciens départements de la Seine et de Seine-et-Oise fait que la commune appartient désormais à l'Essonne à la suite d'un transfert administratif effectif le 1er janvier 1968, et à son arrondissement d'Étampes. Pour l'élection des députés, elle fait partie de la troisième circonscription de l'Essonne.
Elle faisait partie jusqu'en 1967 du canton de La Ferté-Alais de Seine-et-Oise. En 1967, Lardy est rattachée au canton d'Étréchy de l'Essonne, puis, dans le cadre du redécoupage cantonal de 2014 en France, la commune est intégrée au canton d'Arpajon.

### Intercommunalité
La commune a fait partie de la communauté de communes de l'Arpajonnais de 2003 à 2015. Le 1er janvier 2016, lors de la fusion de celle-ci avec la communauté d'agglomération du Val d'Orge, Lardy préfère rejoindre la communauté de communes Entre Juine et Renarde, dont elle est désormais membre.

### Tendances et résultats politiques
| Élections présidentielles, résultats des deuxièmes tours.                                  | Élections présidentielles, résultats des deuxièmes tours. | Élections présidentielles, résultats des deuxièmes tours. | Élections présidentielles, résultats des deuxièmes tours. | Élections présidentielles, résultats des deuxièmes tours. | Élections présidentielles, résultats des deuxièmes tours. | Élections présidentielles, résultats des deuxièmes tours. | Élections présidentielles, résultats des deuxièmes tours. |
| Année                                                                                      | Élu                                                       | Élu                                                       | Élu                                                       | Battu                                                     | Battu                                                     | Battu                                                     | Participation                                             |
| ------------------------------------------------------------------------------------------ | --------------------------------------------------------- | --------------------------------------------------------- | --------------------------------------------------------- | --------------------------------------------------------- | --------------------------------------------------------- | --------------------------------------------------------- | --------------------------------------------------------- |
| 2002                                                                                       | 85,51 %                                                   | Jacques Chirac                                            | RPR                                                       | 14,49 %                                                   | Jean-Marie Le Pen                                         | FN                                                        | 84,09 %                                                   |
| 2007                                                                                       | 50,94 %                                                   | Nicolas Sarkozy                                           | UMP                                                       | 49,06 %                                                   | Ségolène Royal                                            | PS                                                        | 87,38 %                                                   |
| 2012                                                                                       | 54,59 %                                                   | François Hollande                                         | PS                                                        | 45,41 %                                                   | Nicolas Sarkozy                                           | UMP                                                       | 82,36 %                                                   |
| 2017                                                                                       | 68,73 %                                                   | Emmanuel Macron                                           | EM                                                        | 31,27 %                                                   | Marine Le Pen                                             | FN                                                        | 76,86 %                                                   |
| 2022                                                                                       | 61,11 %                                                   | Emmanuel Macron                                           | LREM                                                      | 38,89 %                                                   | Marine Le Pen                                             | RN                                                        | 75,93 %                                                   |
| Élections législatives, résultats des deux meilleurs scores du dernier tour de scrutin.    |                                                           |                                                           |                                                           |                                                           |                                                           |                                                           |                                                           |
| Année                                                                                      | Élu                                                       | Élu                                                       | Élu                                                       | Battu                                                     | Battu                                                     | Battu                                                     | Participation                                             |
| Lardy est répartie sur plusieurs circonscriptions, cf. les résultats des .                 |                                                           |                                                           |                                                           |                                                           |                                                           |                                                           |                                                           |
| Avant 2010, Lardy est répartie sur plusieurs circonscriptions, cf. les résultats des .     |                                                           |                                                           |                                                           |                                                           |                                                           |                                                           |                                                           |
| 2002                                                                                       | 51,15 %                                                   | Yves Tavernier                                            | PS                                                        | 48,85 %                                                   | Geneviève Colot                                           | UMP                                                       | 65,14 %                                                   |
| 2007                                                                                       | 52,37 %                                                   | Brigitte Zins                                             | PS                                                        | 47,63 %                                                   | Geneviève Colot                                           | UMP                                                       | 61,90 %                                                   |
| Après 2010, Lardy est répartie sur plusieurs circonscriptions, cf. les résultats de .      |                                                           |                                                           |                                                           |                                                           |                                                           |                                                           |                                                           |
| 2012                                                                                       | 60,39 %                                                   | Michel Pouzol                                             | PS                                                        | 39,61 %                                                   | Geneviève Colot                                           | UMP                                                       | 58,69 %                                                   |
| 2017                                                                                       | 52,59 %                                                   | Laëtitia Romeiro Dias                                     | EM                                                        | 47,41 %                                                   | Virginie Araujo                                           | FI                                                        | 45,26 %                                                   |
| 2022                                                                                       | 51,38 %                                                   | Steevy Gustave                                            | NUPES                                                     | 48,62 %                                                   | Alexis Izard                                              | Ensemble                                                  | 52,91 %                                                   |
| 2024                                                                                       | %                                                         |                                                           |                                                           | %                                                         |                                                           |                                                           | %                                                         |
| Élections européennes, résultats des deux meilleurs scores.                                |                                                           |                                                           |                                                           |                                                           |                                                           |                                                           |                                                           |
| Année                                                                                      | Liste 1re                                                 | Liste 1re                                                 | Liste 1re                                                 | Liste 2e                                                  | Liste 2e                                                  | Liste 2e                                                  | Participation                                             |
| 2004                                                                                       | 27,83 %                                                   | Harlem Désir                                              | PS                                                        | 14,34 %                                                   | Patrick Gaubert                                           | UMP                                                       | 45,85 %                                                   |
| 2009                                                                                       | 23,10 %                                                   | Michel Barnier                                            | UMP                                                       | 23,10 %                                                   | Daniel Cohn-Bendit                                        | Les Verts                                                 | 46,83 %                                                   |
| 2014                                                                                       | 21,21 %                                                   | Marine Le Pen                                             | FN                                                        | 18,21 %                                                   | Alain Lamassoure                                          | UMP                                                       | 48,07 %                                                   |
| 2019                                                                                       | 19,33 %                                                   | Nathalie Loiseau                                          | LREM                                                      | 18,51 %                                                   | Yannick Jadot                                             | EELV                                                      | 56,26 %                                                   |
| 2024                                                                                       | 28,9 %                                                    | Jordan Bardella                                           | Rassemblement national                                    | 13,8 %                                                    | Raphaël Glucksmann                                        | Parti socialiste                                          | indisponible %                                            |
| Élections régionales, résultats des deux meilleurs scores.                                 |                                                           |                                                           |                                                           |                                                           |                                                           |                                                           |                                                           |
| Année                                                                                      | Liste 1re                                                 | Liste 1re                                                 | Liste 1re                                                 | Liste 2e                                                  | Liste 2e                                                  | Liste 2e                                                  | Participation                                             |
| 2004                                                                                       | 53,29 %                                                   | Jean-Paul Huchon                                          | PS                                                        | 35,59 %                                                   | Jean-François Copé                                        | UMP                                                       | 67,80 %                                                   |
| 2010                                                                                       | 66,09 %                                                   | Jean-Paul Huchon                                          | PS                                                        | 33,91 %                                                   | Valérie Pécresse                                          | UMP                                                       | 52,44 %                                                   |
| 2015                                                                                       | 43,31 %                                                   | Claude Bartolone                                          | PS                                                        | 36,19 %                                                   | Valérie Pécresse                                          | LR                                                        | 59,73 %                                                   |
| 2021                                                                                       | 41,72 %                                                   | Valérie Pécresse                                          | LR                                                        | 38,41 %                                                   | Julien Bayou                                              | Europe Écologie Les Verts                                 | 37,96 %                                                   |
| Élections cantonales, résultats des deux meilleurs scores du dernier tour de scrutin.      |                                                           |                                                           |                                                           |                                                           |                                                           |                                                           |                                                           |
| Année                                                                                      | Élu                                                       | Élu                                                       | Élu                                                       | Battu                                                     | Battu                                                     | Battu                                                     | Participation                                             |
| Lardy est répartie sur plusieurs cantons, cf. les résultats de ceux de .                   |                                                           |                                                           |                                                           |                                                           |                                                           |                                                           |                                                           |
| 2001                                                                                       | %                                                         |                                                           |                                                           | %                                                         |                                                           |                                                           | indisponible %                                            |
| 2004                                                                                       | 59,93 %                                                   | Claire-Lise Campion                                       | PS                                                        | 40,07 %                                                   | Denis Meunier                                             | DVD                                                       | 67,83 %                                                   |
| 2008                                                                                       | %                                                         |                                                           |                                                           | %                                                         |                                                           |                                                           | indisponible %                                            |
| 2011                                                                                       | 71,32 %                                                   | Claire-Lise Campion                                       | PS                                                        | 28,68 %                                                   | Christine Dubois                                          | UMP                                                       | 41,92 %                                                   |
| Élections départementales, résultats des deux meilleurs scores du dernier tour de scrutin. |                                                           |                                                           |                                                           |                                                           |                                                           |                                                           |                                                           |
| Année                                                                                      | Élus                                                      | Élus                                                      | Élus                                                      | Battus                                                    | Battus                                                    | Battus                                                    | Participation                                             |
| Lardy est répartie sur plusieurs cantons, cf. les résultats de ceux de .                   |                                                           |                                                           |                                                           |                                                           |                                                           |                                                           |                                                           |
| 2015                                                                                       | 50,11 %                                                   | Dominique Bougraud, Alexandre Touzet                      | UDI LR                                                    | 33,72 %                                                   | Pascal Fournier Nicole Perrier                            | PS                                                        | 54,33 %                                                   |
| 2021                                                                                       | 54,44 %                                                   | Dominique Bougraud Alexandre Touzet                       | UDI LR                                                    | 45,56 %                                                   | Michel COLLET Sarah KRIMI                                 | union de la gauche et des écologistes                     | 37,89 %                                                   |
| Référendums.                                                                               |                                                           |                                                           |                                                           |                                                           |                                                           |                                                           |                                                           |
| Année                                                                                      | Oui (national)                                            | Oui (national)                                            | Oui (national)                                            | Non (national)                                            | Non (national)                                            | Non (national)                                            | Participation                                             |
| 1992                                                                                       | 56,54 % (51,04 %)                                         | 56,54 % (51,04 %)                                         | 56,54 % (51,04 %)                                         | 43,46 % (48,96 %)                                         | 43,46 % (48,96 %)                                         | 43,46 % (48,96 %)                                         | 76,17 %                                                   |
| 2000                                                                                       | 78,44 % (73,21 %)                                         | 78,44 % (73,21 %)                                         | 78,44 % (73,21 %)                                         | 21,56 % (26,79 %)                                         | 21,56 % (26,79 %)                                         | 21,56 % (26,79 %)                                         | 35,38 %                                                   |
| 2005                                                                                       | 53,73 % (45,33 %)                                         | 53,73 % (45,33 %)                                         | 53,73 % (45,33 %)                                         | 46,27 % (54,67 %)                                         | 46,27 % (54,67 %)                                         | 46,27 % (54,67 %)                                         | 74,83 %                                                   |

Lors du premier tour des élections municipales de 2014 dans l'Essonne, la liste UDI-MoDem menée par Dominique Bougraud remporte la majorité absolue des suffrages exprimés, avec 1 474 voix (60,23 %, 24 conseillers municipaux élus dont 3 communautaires), battant largement la liste DVG menée par le maire sortant Claude Roch, qui n'a obtenu que 973 voix (39,76 %, 5 conseillers municipaux élus, dont 1 communautaire). L'abstention s'est élevée à 37,43 %
En 2020, l'élection municipale à Lardy a été perturbée par la pandémie de Covid-19 en France  et a été particulièrement serrée. La liste UDI menée par la maire sortante Dominique Bougraud s'est retrouvée en ballotage défavorable au premier tour, mais finit par l'emporter au second tour et à l'arraché (994 voix, 42,69 %, 21 conseillers municipaux élus dont 6 conseillers communautaires) avec 75 voix d'avance sur celle menée par Rémi Lavenant, candidat SE, président de plusieurs associations locales (919 voix, 39,47 %, 6 conseillers municipaux élus dont 2 communautaires). Une troisième liste, menée par l'écologiste Eric Bourmaud, a obtenu 415 voix (17,82 %, deux conseillers municipaux élus), lors d'un scrutin où 46,26 % des électeurs se sont abstenus,

### Politique locale
En 2016, les communes de Lardy et Bouray-sur-Juine ont envisagé de fusionner en créant la commune nouvelle de Mesnil-sur-Juine. Le conseil municipal de Lardy a rejeté ce projet lors de sa séance de décembre 2016, la majorité municipale ne suivant pas les propositions de la maire Dominique Bougraud, alors que la majorité municipale de Bouray-sur-Juine l'approuvait. .

### Politique de développement durable
La commune a engagé une politique de développement durable en lançant une démarche d'Agenda 21 en 2013.
Lardy a arrêté l'utilisation de pesticides pour l'entretien des espaces publics depuis 2009,.

### Jumelages
| Lardy Les LaurentidesStemwede |

Lardy a développé des associations de jumelage avec :
- Les Laurentides (Canada) depuis 1990 située à 5 549 kilomètres[71].
- Stemwede (Allemagne) depuis le 13 janvier 2018 située à 750 kilomètres

## Équipements et services publics

### Enseignement
Les élèves de Lardy sont rattachés à l'académie de Versailles.
La ville dispose en 2010 des écoles maternelles Charles-Perrault et La Sorbonne et des écoles élémentaires Jean-Moulin et Saint-Exupéry, de l'école primaire privée Sainte-Ernestine catholique rattachée au diocèse et du collège Germaine-Tillion.

### Autres services publics
En 2010, Lardy dispose sur son territoire d'une agence postale, d'une brigade de gendarmerie nationale et d'un centre de secours de sapeurs-pompiers volontaires.

## Population et société

### Démographie

#### Évolution démographique
L'évolution du nombre d'habitants est connue à travers les recensements de la population effectués dans la commune depuis 1793. Pour les communes de moins de 10 000 habitants, une enquête de recensement portant sur toute la population est réalisée tous les cinq ans, les populations de référence des années intermédiaires étant quant à elles estimées par interpolation ou extrapolation. Pour la commune, le premier recensement exhaustif entrant dans le cadre du nouveau dispositif a été réalisé en 2005.

En 2022, la commune comptait 5 572 habitants, en évolution de +1,05 % par rapport à 2016 (Essonne : +2,89 %, France hors Mayotte : +2,11 %).
| 1793 | 1800 | 1806 | 1821 | 1831 | 1836 | 1841 | 1846 | 1851 |
| ---- | ---- | ---- | ---- | ---- | ---- | ---- | ---- | ---- |
| 621  | 595  | 526  | 490  | 604  | 618  | 672  | 699  | 724  |

| 1856 | 1861 | 1866 | 1872 | 1876 | 1881 | 1886 | 1891 | 1896 |
| ---- | ---- | ---- | ---- | ---- | ---- | ---- | ---- | ---- |
| 700  | 669  | 668  | 680  | 689  | 707  | 683  | 720  | 758  |

| 1901 | 1906 | 1911 | 1921 | 1926 | 1931  | 1936  | 1946  | 1954  |
| ---- | ---- | ---- | ---- | ---- | ----- | ----- | ----- | ----- |
| 783  | 869  | 924  | 875  | 940  | 1 044 | 1 035 | 1 092 | 1 372 |

| 1962  | 1968  | 1975  | 1982  | 1990  | 1999  | 2005  | 2006  | 2010  |
| ----- | ----- | ----- | ----- | ----- | ----- | ----- | ----- | ----- |
| 1 835 | 2 275 | 2 852 | 2 922 | 3 658 | 4 375 | 5 638 | 5 694 | 5 528 |

| 2015  | 2020  | 2022  | - | - | - | - | - | - |
| ----- | ----- | ----- | - | - | - | - | - | - |
| 5 497 | 5 462 | 5 572 | - | - | - | - | - | - |

#### Pyramide des âges
En 2018, le taux de personnes d'un âge inférieur à 30 ans s'élève à 35,1 %, soit en dessous de la moyenne départementale (39,9 %). À l'inverse, le taux de personnes d'âge supérieur à 60 ans est de 20,9 % la même année, proche de 20,1 % au niveau départemental.
En 2018, la commune comptait 2 742 hommes pour 2 763 femmes, soit un taux de 50,19 % de femmes, légèrement inférieur au taux départemental (51,02 %).
Les pyramides des âges de la commune et du département s'établissent comme suit.
| Hommes | Classe d’âge | Femmes |
| ------ | ------------ | ------ |
| 0,6    | 90 ou +      | 1,2    |
| 5,7    | 75-89 ans    | 7,6    |
| 13,3   | 60-74 ans    | 13,5   |
| 25,3   | 45-59 ans    | 27,0   |
| 18,4   | 30-44 ans    | 17,5   |
| 19,8   | 15-29 ans    | 17,5   |
| 17,1   | 0-14 ans     | 15,7   |

| Hommes | Classe d’âge | Femmes |
| ------ | ------------ | ------ |
| 0,5    | 90 ou +      | 1,4    |
| 5,4    | 75-89 ans    | 7,2    |
| 12,9   | 60-74 ans    | 13,9   |
| 20     | 45-59 ans    | 19,4   |
| 19,9   | 30-44 ans    | 20,1   |
| 20     | 15-29 ans    | 18,2   |
| 21,3   | 0-14 ans     | 19,8   |

### Lieux de culte

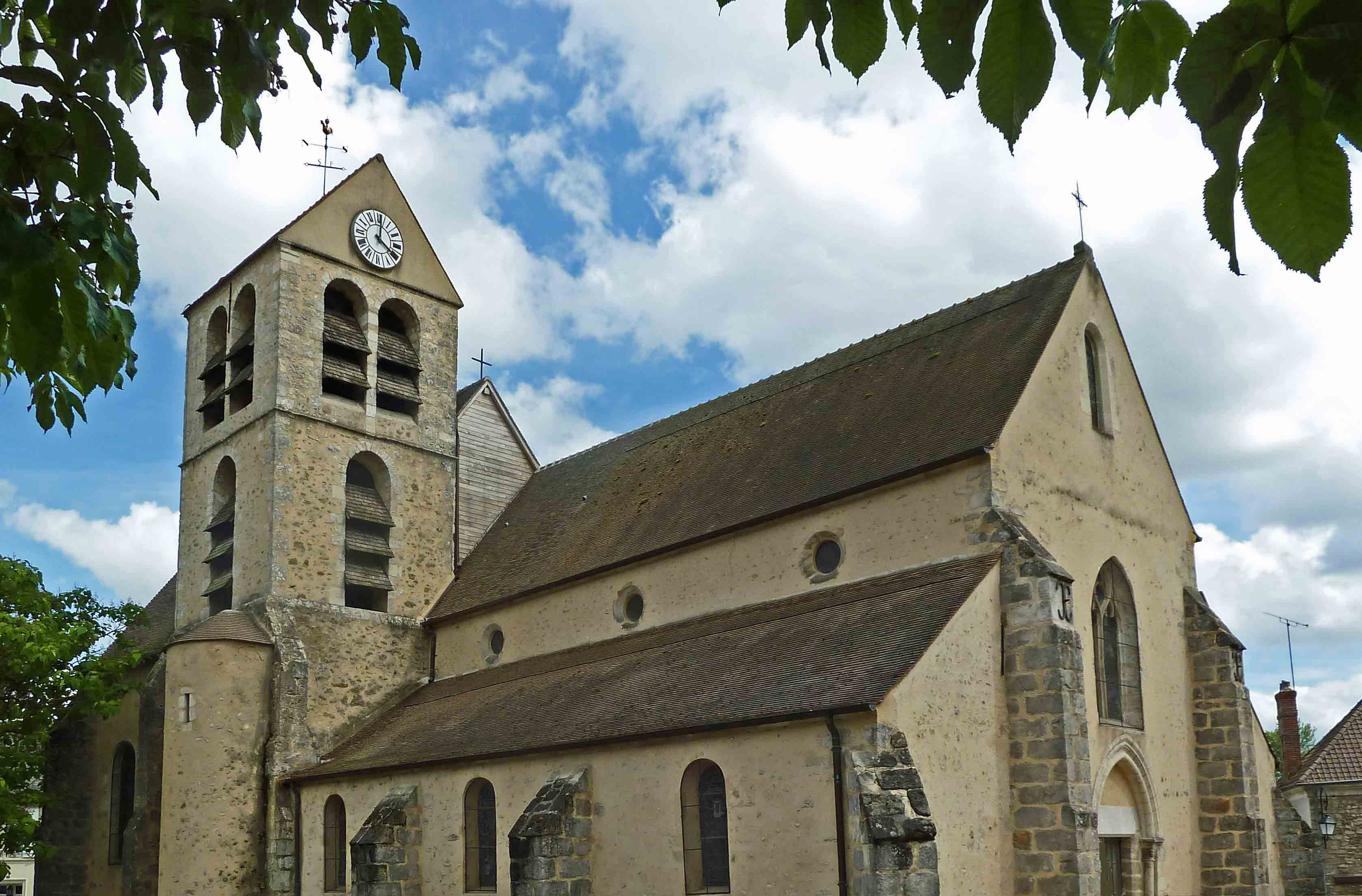
L'église Saint-Pierre.

La paroisse catholique de Lardy est rattachée au secteur pastoral de la Vallée de la Juine-Étréchy et au diocèse d'Évry-Corbeil-Essonnes. Elle dispose de l'église Saint-Pierre et de la chapelle Notre-Dame-d'Espérance.
La communauté protestante dispose dans la commune d'un temple affilié à la Fédération des Églises du plein évangile de France et d'un second affilié à la communauté des Églises d'expressions africaines en France.

### Médias
L'hebdomadaire Le Républicain relate les informations locales. La commune est en outre dans le bassin d'émission des chaînes de télévision France 3 Paris Île-de-France Centre, IDF1 et Téléssonne intégré à Télif. Elle dispose également de deux journaux, l'un distribué par la mairie : FIL (Flash Info Lardy) et l'autre par la paroisse, Tous Ensemble.

## Économie

### Emplois, revenus et niveau de vie
En 2006, le revenu fiscal médian par ménage était de 23 279 €, ce qui plaçait la commune au 857e rang parmi les 30 687 communes de plus de cinquante ménages que compte le pays et au soixante-quatorzième rang départemental.
| Répartition des emplois par catégories socioprofessionnelles en 2006. |              |                                           |                                                   |                            |                          |                           |
|                                                                       | Agriculteurs | Artisans, commerçants, chefs d’entreprise | Cadres et professions intellectuelles supérieures | Professions intermédiaires | Employés                 | Ouvriers                  |
| Lardy                                                                 | 0,1 %        | 3,1 %                                     | 29,7 %                                            | 43,3 %                     | 11,0 %                   | 12,8 %                    |
| Zone d'emploi de Dourdan                                              | 0,7 %        | 6,0 %                                     | 18,9 %                                            | 28,5 %                     | 26,3 %                   | 19,6 %                    |
| Moyenne nationale                                                     | 2,2 %        | 6,0 %                                     | 15,4 %                                            | 24,6 %                     | 28,7 %                   | 23,2 %                    |
| Répartition des emplois par secteurs d’activités en 2006.             |              |                                           |                                                   |                            |                          |                           |
|                                                                       | Agriculture  | Industrie                                 | Construction                                      | Commerce                   | Services aux entreprises | Services aux particuliers |
| Lardy                                                                 | 0,1 %        | 4,8 %                                     | 2,7 %                                             | 3,4 %                      | 67,5 %                   | 5,4 %                     |
| Zone d'emploi de Dourdan                                              | 1,7 %        | 10,4 %                                    | 7,5 %                                             | 11,8 %                     | 21,6 %                   | 6,9 %                     |
| Moyenne nationale                                                     | 3,5 %        | 15,2 %                                    | 6,4 %                                             | 13,3 %                     | 13,3 %                   | 7,6 %                     |
| Sources : Insee,                                                      |              |                                           |                                                   |                            |                          |                           |

## Culture locale et patrimoine

### Patrimoine environnemental
Les berges de la Juine et les bois au nord du territoire communal ont été recensés au titre des espaces naturels sensibles par le département de l'Essonne.

### Lieux et monuments

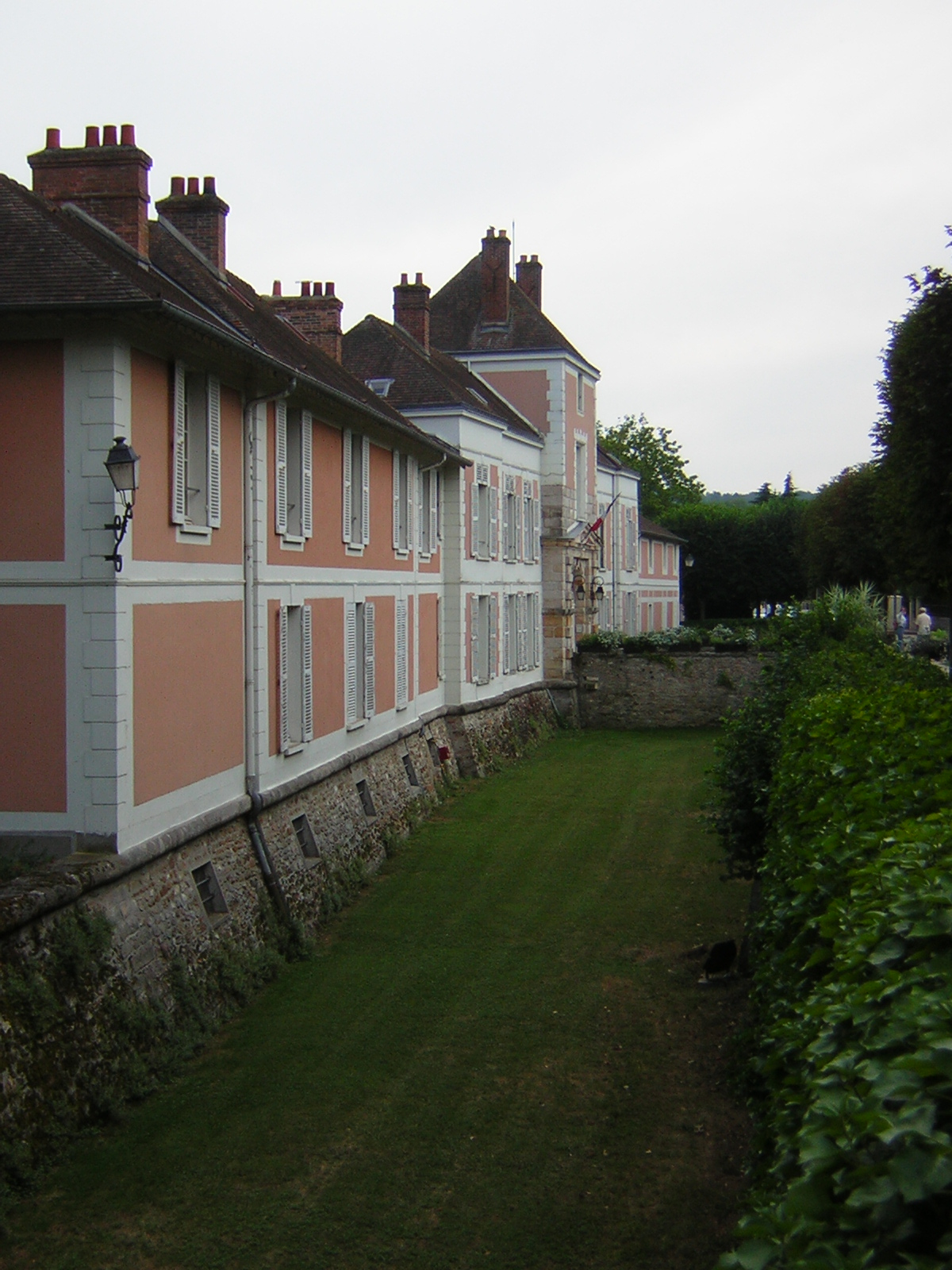
Les douves le long de la mairie.

- Un four à chaux du XVIIIe siècle,  Inscrit MH (1996, Fours à chaux et bâtiments liés à leur fonctionnement, délimités par les murs de clôture de la propriété au lieudit Le Lièvre d'Or - puits ; citerne ; cellier)[92].
- Le bassin du parc Boussard, construit en 1927 par l'architecte urbaniste Joseph Marrast,  Inscrit MH (1997, bassin ; installation hydraulique)[93].
- Le pont de l'Hêtre du XVIIIe siècle,  Inscrit MH (1926, Arche unique)[94].
- Le pont Cornuel de la même époque,  Inscrit MH (1980, inscription par arrêté du 6 mars 1980)[95].
- Le moulin des Scelles des XVe et XVIe siècles,  Inscrit MH (1926, Tour carrée : inscription par arrêté du 8 juin 1926)[96].
- L'église Saint-Pierre du XIIe siècle,  Inscrite MH (1967, tourelle ; escalier ; clocher)[97].
- Le château des Pastoureaux.
- Le château du XVe siècle racheté en 1756 par Jules-Antoine Rousseau (1710-1782), devenu en 1973 hôtel de ville

### Lardy dans les arts
- Les artistes Jacques Boussard, Noël Claude et Ana Sédillot ont représenté la ville et son patrimoine dans leurs œuvres[98].
- Lardy a servi de lieu de tournage pour les films Une chance sur deux de Patrice Leconte, sorti en 1998, et Quatre étoiles de Christian Vincent, sorti en 2006[99].

### Personnalités liées à la commune
- Daniel Voysin de La Noiraye (1655-1717), homme politique, en était le seigneur.
- Pierre François Xavier Boyer (1772-1851), lieutenant-général, y est mort.
- Natalija Obrenović (1859-1941), reine de Serbie, y est inhumée.
- Jacques Boussard (1915-1989), artiste peintre, y vécut et y est inhumé[100].

### Héraldique et logotype

Logo de Lardy.

| Blason de Lardy | Blason  | D'azur à la herse de labour d'or, à la bordure componée d'argent et de gueules de dix pièces. |
| Blason de Lardy | Détails | Le statut officiel du blason reste à déterminer.                                              |